# Gregory Bluffs
Die Gregory Bluffs sind ein hoch aufragendes Kliff an der Pennell-Küste des ostantarktischen Viktorialands. Es ragt am Ostufer des Nielsen-Fjords auf. 
Benannt wurden sie durch Teilnehmer der Australian National Antarctic Research Expeditions nach Christopher Gregory, einem Geologen und Teilnehmer an einer der Expeditionen. Gemeinsam mit zwei weiteren Expeditionsmitgliedern unternahm Gregory am 12. Februar 1962 an Bord eines Hubschraubers einen Erkundungsflug zu den Bluffs.